# Nazionale maschile di cricket delle Bahamas
La nazionale di cricket delle Bahamas è la selezione nazionale che rappresenta l'arcipelago delle Bahamas nel gioco del cricket.

## Storia

### Le origini
Il cricket è praticato alle Bahamas sin dal 1846, rendendolo, dopo le corse dei cavalli (introdotte nel 1796), uno degli sport più antichi ancora in attività nel Paese. La Bahamas Cricket Association, l'organismo ufficiale di gestione del cricket bahamense, venne fondata nel 1936.
Tra gli anni 1940 e 1970, il cricket rappresentava uno degli sport più popolari nell'arcipelago, giocato diffusamente sia nei campi dedicati sia in spazi informali come strade e parchi. Nonostante il fervore locale, le Bahamas non facevano parte del West Indies Cricket Board, circostanza che limitò la possibilità per i giocatori bahamensi di essere selezionati per la squadra delle Indie Occidentali.
Alla fine degli anni 1970 iniziò un progressivo declino della popolarità del cricket alle Bahamas, attribuito a una serie di fattori. Tradizionalmente, gli insegnanti di educazione fisica venivano reclutati dal Regno Unito e portavano con sé una solida conoscenza del cricket, che trasmettevano alle giovani generazioni. Tuttavia, in questo periodo il governo cessò il reclutamento di insegnanti britannici, preferendo assumere educatori bahamensi formatisi principalmente negli Stati Uniti. Questi nuovi insegnanti, avendo una formazione limitata o assente nel cricket, promuovevano invece discipline come l'atletica leggera, il baseball, il softball e altri sport. Contestualmente, l'accesso a borse di studio sportive in istituzioni estere per discipline diverse dal cricket incentivò molti giovani a dedicarsi ad altre attività sportive, contribuendo ulteriormente al calo d'interesse per il cricket nel Paese.

### Il riconoscimento internazionale
Le Bahamas divennero membro affiliato dell'International Cricket Council (ICC) nel 1987, anche se esordirono nelle competizioni internazionali soltanto nel 2002, partecipando all'ICC Americas Championship. In quell'edizione, la squadra si classificò quinta, ottenendo una vittoria di rilievo contro i padroni di casa dell'Argentina.
Nel 2004, le Bahamas presero nuovamente parte al torneo, questa volta dopo aver superato una fase di qualificazione. Tuttavia, conclusero il torneo principale all'ultimo posto, il che determinò il loro inserimento nella Divisione Due nel nuovo sistema divisionale introdotto dall'ICC. Nel 2006 disputarono la Divisione Due, terminando al secondo posto, risultato che non fu sufficiente per ottenere la promozione alla Divisione Uno. Le Bahamas rimasero quindi in Divisione Due anche per l'edizione del 2008.
Nel 2006, le Bahamas furono invitate a partecipare al torneo Stanford T20s, una competizione caraibica di cricket Twenty20 finanziata privatamente. In qualità di squadra invitata, ricevettero un premio di 100.000 dollari per la sola partecipazione. Tuttavia, furono eliminate al primo turno, venendo sconfitte dalle Isole Cayman.
Nel 2006, la Bahamas Cricket Association intraprese un'importante iniziativa per rilanciare il cricket nel Paese, assumendo un allenatore internazionale proveniente dall'Inghilterra, con l'obiettivo di introdurre il gioco nelle scuole. Nonostante la mancanza di fondi sufficienti per coprire il compenso dell'allenatore, l'Associazione riuscì a finanziare il progetto attraverso raccolte fondi.
Nel 2010, la squadra senior delle Bahamas prese parte alla Pepsi ICC Cricket World League Division 8 tenutasi in Kuwait.

### Ottenimento dello status T20
Nell'aprile 2018, l'ICC ha deciso di concedere lo status completo di Twenty20 International (T20I) a tutti i suoi membri. Pertanto, tutte le partite Twenty20 giocate tra le Bahamas e gli altri membri dell'ICC dal 1° gennaio 2019 hanno lo status T20I.
Nel 2021, le Bahamas hanno partecipato per la prima volta alle qualificazioni per la Coppa del Mondo T20, prendendo parte alla fase regionale dal 7 al 14 novembre ad Antigua, concludendo la fase a gironi al quinto posto, battendo l'Argentina e il Belize .
Nel 2022 la nazionale dell'atollo caraibico disputa un tour alle Isole Cayman nel mese di aprile, perdendo la serie di 5 partite T20 per 5-0, ottenendo il primo whitewash della loro storia.
Nel 2023 le Bahamas hanno partecipato nuovamente alle qualificazioni per la Coppa del Mondo T20 2024, prendendo parte alla fase sub-regionale dal 25 febbraio al 4 marzo a Buenos Aires, in Argentina, concludendo la fase a gironi all'ultimo posto, non qualificandosi per la fase regionale.
Nel 2024 la nazionale caraibica ha partecipato alle qualificazioni per la Coppa del Mondo T20 2026, prendendo parte alla fase sub-regionale dal 6 al 16 dicembre a Buenos Aires, in Argentina, concludendo la fase a gironi al terzo posto con 6 vittorie, qualificandosi per la seconda volta alle finali regionali.
Nel 2025 le Bermuda, dal 19 al 27 aprile, hanno partecipato alla Coppa nordamericana di cricket 2025 disputati a George Town, concludendo in terza posizione la fase a gironi, e si sono qualificati per le semifinali, perse contro gli Stati Uniti per 10 wickets. Nel giugno del 2025 la nazionale bahamense ha preso parte alle finali regionali di qualificazione ai Coppa del Mondo T20 2026, giocate a King City. Il torneo è stato preceduto da una serie di amichevoli, dove Bahamas ha perso di 5 wickets contro le Isole Cayman, di 107 runs contro il Canada e di 18 runs contro le Bermuda. I caraibici hanno poi affrontato una campagna deludente di qualificazioni, perdendo tutte e 6 le partite giocate e concludendo all'ultimo posto.

## Albo d'oro

### Coppa nordamericana T20
| Anno   | Round         | Pos.   | GP | W | L | T | NR |
| ------ | ------------- | ------ | -- | - | - | - | -- |
| 2025   | Fase a gironi | 5/5    | 4  | 0 | 4 | 0 | 0  |
| Totale | Totale        | Totale | 4  | 0 | 4 | 0 | 0  |

## Statistiche
Partite internazionali – Bahamas
Aggiornato al 22 giugno 2025.
| Record                  |    |   |    |   |      |
| Format                  | M  | W | L  | T | D/NR |
| Twenty20 Internationals | 36 | 9 | 27 | 0 | 0    |

### T20
Aggiornato al 22 giugno 2025 
| Nazionale            | P                    | W                    | L                    | T                    | NR                   |
| vs Associate Members | vs Associate Members | vs Associate Members | vs Associate Members | vs Associate Members | vs Associate Members |
| -------------------- | -------------------- | -------------------- | -------------------- | -------------------- | -------------------- |
| Argentina            | 3                    | 2                    | 1                    | 0                    | 0                    |
| Belize               | 2                    | 2                    | 0                    | 0                    | 0                    |
| Bermuda              | 7                    | 0                    | 7                    | 0                    | 0                    |
| Brasile              | 1                    | 1                    | 0                    | 0                    | 0                    |
| Canada               | 5                    | 0                    | 5                    | 0                    | 0                    |
| Isole Cayman         | 11                   | 0                    | 11                   | 0                    | 0                    |
| Messico              | 1                    | 1                    | 0                    | 0                    | 0                    |
| Panama               | 3                    | 2                    | 1                    | 0                    | 0                    |
| Suriname             | 1                    | 1                    | 0                    | 0                    | 0                    |
| Stati Uniti          | 2                    | 0                    | 2                    | 0                    | 0                    |
| Totale               | 36                   | 9                    | 27                   | 0                    | 0                    |